# 扎耶德·本·苏丹·阿勒纳哈扬
謝赫扎耶德·本·苏丹·阿勒纳哈扬（羅馬化：Zāyid bin Sulṭān Āl Nahyān；1918年5月6日—2004年11月2日），首任阿拉伯联合酋长国总统，被本国人尊称为“国父”。

## 生平
扎耶德1946年起任阿布扎比酋长国东方省省长。1966年推翻其兄沙赫布特成为第14任阿布扎比謝赫。1971年阿拉伯联合酋长国成立，他当选为首任阿拉伯联合酋长国总统，之后6次连任直至逝世。此外，他还曾经担任过海湾合作委员会主席。
2000年8月他在美国做了肾移植手术。2003年7月和10月分别在瑞士和英国接受腹壁疝手术和胆结石手术。
2004年11月2日，扎耶德因病逝世，享年86岁。副总统马克图姆·本·拉希德·阿勒马克图姆代理总统一职；翌日，谢赫之子哈利法当选阿联酋新任总统。
扎耶德喜好骑马和猎鹰，擅长射击。